# Manuel Farinha de Noronha e Andrade
Manuel Farinha de Noronha e Andrade CvGDM (Lisboa, Santa Isabel, 30 de Outubro de 1950),Marquês de Arena e Marquês de Pascarola, títulos das Duas Sicilias, é um advogado, empresário, diplomata e genealogista português.

## Família
Filho primogénito de Mário Abel Cardoso Teixeira de Noronha e Andrade (Lourenço Marques, Conceição, 20 de Fevereiro de 1919 - Lisboa, 5 de Outubro de 1997), filho unigénito, Licenciado em Medicina e Médico Cirurgião pela Faculdade de Medicina da Universidade de Lisboa, Chefe dos Serviços Clínicos do Instituto Português de Oncologia, Cavaleiro da Ordem Equestre do Santo Sepulcro de Jerusalém e Fidalgo de Cota de Armas, e de sua mulher (Lisboa, São Mamede, 22 de Maio de 1947) Maria de Lourdes de Bregante Torres Farinha (Lisboa, São Mamede, 27 de Janeiro de 1923), Dama da Ordem Equestre do Santo Sepulcro de Jerusalém e Fidalga de Cota de Armas.

## Biografia
Licenciado em Direito pela Faculdade de Direito da Universidade de Lisboa, é Advogado, Administrador de Empresas e Diplomata.
É Cavaleiro e Grã-Cruz da Ordem Equestre do Santo Sepulcro de Jerusalém, Cavaleiro de Graça e Devoção da Ordem Soberana e Militar Hospitalária de São João de Jerusalém, de Rodes e de Malta a 21 de Abril de 1978, Comendador com Placa da Pontifícia Ordem Equestre de São Gregório Magno do Vaticano ou da Santa Sé, Membro da Real Hermandad de Infanzones de Nuestra Señora de la Caridad de la Imperial Villa de Illescas e da Real Associação de Fidalgos de Espanha, Sócio do Instituto Português de Heráldica e da The Heraldry Society de Londres, Secretário-Geral da Associação da Nobreza Histórica de Portugal entre 1984 e 1989, Cônsul-Geral-Honorário da República da Serra Leoa em Portugal.
Publicou:
- Livro de Família. Lisboa: M. F. N. Andrade, 1975.
- Estudo Histórico e Genealógico sobre a Família Noronha e Andrade na Descendência de Vasco da Gama. Lisboa: [s.n.], 1986.

Registou Armas no Conselho de Nobreza a 10 de Fevereiro de 1985, sendo Fidalgo de Cota de Armas de Noronha com timbre de Noronha e coroa de Marquês, e é 7.º Marquês de Arena e ?.º Marquês de Pascarola, títulos do Reino das Duas Sicílias, anteriormente do Reino de Nápoles.
Segundo algumas interpretações dessa concessão, tem direito ao tratamento de Dom por ser descendente de D. Vasco da Gama, por Mercê de El-Rei D. Manuel I de Portugal, por Carta de doação de 1502, de juro e herdade para sempre para os seus descendentes, o que os incluiria por via masculina e feminina.

## Casamento e descendência
Casou em Lisboa, Madre de Deus, a 12 de Outubro de 1974 com Maria da Assunção da Cunha Pinto Basto (Léopoldville, Congo Belga, 15 de Fevereiro de 1952), da qual tem cinco filhos e uma filha:
- Manuel Maria Pinto Basto de Noronha e Andrade (Oeiras, Carnaxide, 15 de Agosto de 1975), Licenciado em Gestão pela Faculdade de Economia da Universidade Católica Portuguesa, casado em Cascais, Cascais, a 14 de Julho de 2001 com Joana de Vasconcelos Guimarães Simões de Almeida (28 de Novembro de 1977), tetraneta do 1.º Barão de Riba Tâmega e 1.º Visconde de Riba Tâmega e sobrinha-tetraneta do pai do 1.º Conde de Burnay, divorciados, sem geração, ela com geração feminina de David ... Guerreiro, e casado segunda vez civilmente com Teresa da Costa Campos Lopes Alves (Lisboa, 22 de Junho de 1980), divorciada com geração de Gonçalo Maria Lobo Navalhinhas, com geração:
  - Guilherme Lopes Alves de Noronha e Andrade
- Mariana Pinto Basto de Noronha e Andrade (Oeiras, Carnaxide, 24 de Fevereiro de 1977), solteira e sem geração
- Diogo Maria Pinto Basto de Noronha e Andrade (Oeiras, Carnaxide, 3 de Abril de 1979), solteiro e sem geração
- Guilherme Maria Pinto Basto de Noronha e Andrade (Oeiras, Cruz Quebrada - Dafundo, 26 de Agosto de 1986)
- Frederico Maria Pinto Basto de Noronha e Andrade (Oeiras, Carnaxide, 7 de Janeiro de 1988)
- Lourenço Maria Pinto Basto de Noronha e Andrade (Oeiras, Carnaxide, 21 de Janeiro de 1994)